# Ferrari 312 T2
Chronologie des modèles (1976 - 1978)
Ferrari 312 T Ferrari 312 T3
La Ferrari 312T2 est une monoplace de Formule 1 engagée par la Scuderia Ferrari en Championnat du monde de Formule 1 1976, 1977 et une partie du 1978. Elle est pilotée en 1976 par Niki Lauda et Clay Regazzoni, en 1977 par Niki Lauda et Carlos Reutemann et en 1978 par Gilles Villeneuve et Carlos Reutemann.

## Historique

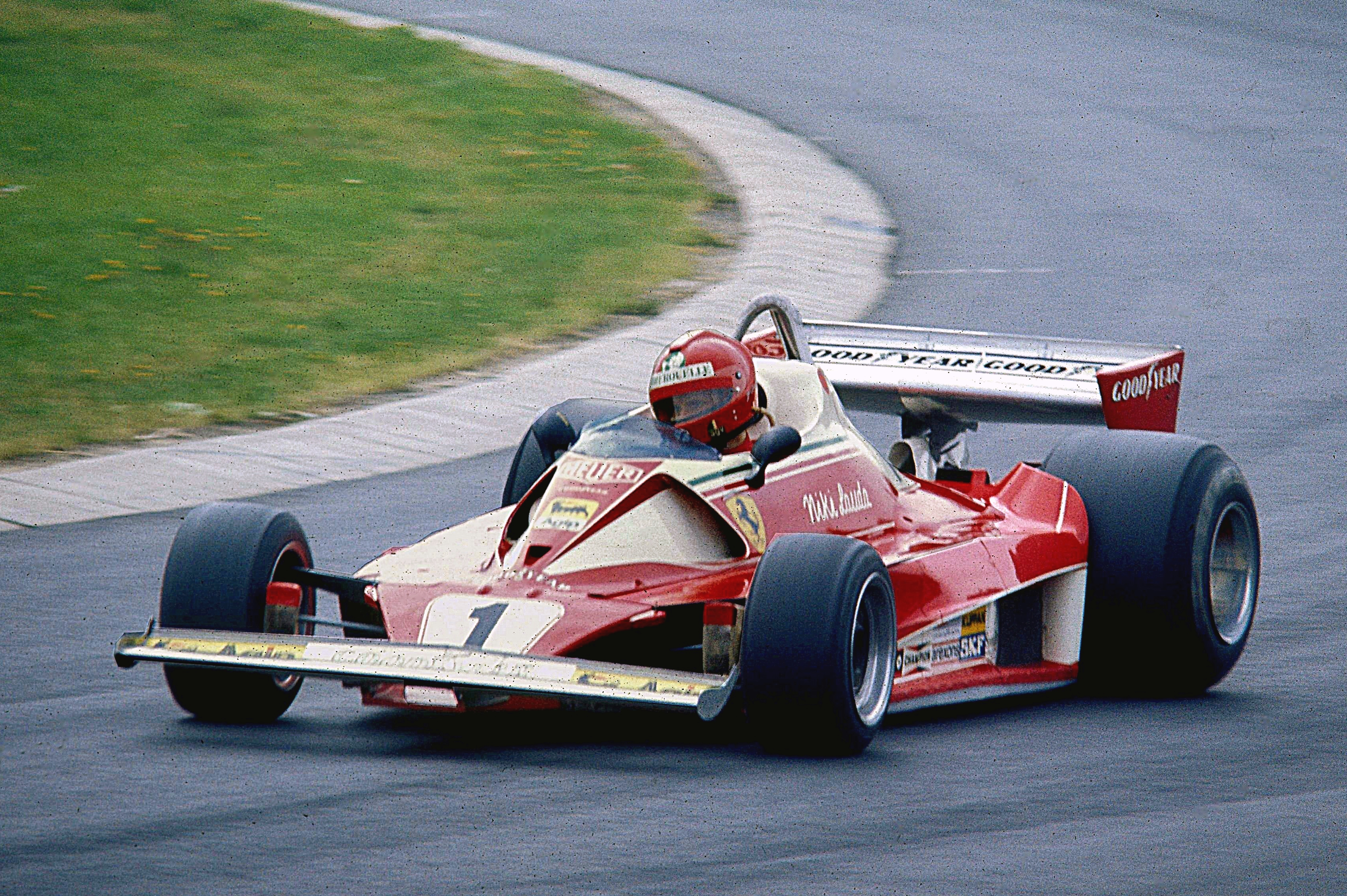
Niki Lauda avant son accident lors du GP d'Allemagne 1976.

En 1976, la Scuderia Ferrari devient championne du monde des constructeurs devant McLaren. Lauda termine deuxième devant Jody Scheckter et derrière le champion du monde James Hunt. Clay Regazzoni termine cinquième devant Mario Andretti mais derrière Patrick Depailler. Un drame entache la saison quand Niki Lauda est victime d'un terrible accident lors du Grand Prix automobile d'Allemagne 1976 : il sort de la piste dans un virage et sa voiture prend feu. Il ressort gravement brûlé et, lors du dernier Grand Prix de la saison, au Japon, préfère s'arrêter plutôt que de piloter sous la pluie et laisse échapper le titre de champion du monde des pilotes.
En 1977, Ferrari est à nouveau championne des constructeurs devant Team Lotus. Lauda remporte le titre de champion devant Jody Scheckter, épaulé par Carlos Reutemann qui termine quatrième devant James Hunt et derrière Mario Andretti.
La 312T2 est remplacée par la Ferrari 312 T3 après deux Grands Prix en 1978.